# Parmotrema cachimboense
Parmotrema cachimboense är en lavart som beskrevs av Hale. Parmotrema cachimboense ingår i släktet Parmotrema och familjen Parmeliaceae.   Inga underarter finns listade i Catalogue of Life.